# フライパンゲーム
フライパンゲームはタカラ（現：タカラトミー）が1968年に発売した玩具。

## 由来
アメリカのゲームメーカーとライセンス契約をしてリリースした玩具の日本版。昭和40年代に流行した。

## 遊び方
2-4人で、不安定なフライパンの上に、指定のメニューの材料を乗せて落とさないようにする。